# Michel dos Reis Santana
Michel dos Reis Santana, genannt Michel, (* 18. November 1977 in São Paulo) ist ein ehemaliger brasilianischer Fußballspieler.
Der Abwehrspieler begann seine Karriere beim FC Santos. 1998 wurde er an Francana ausgeliehen und kehrte dann zurück. 2001 wechselte er zu Vitória, bevor er erneut zum FC Santos ging. Mit dem Klub wurde er 2002 Brasilianischer Meister. Allerdings war er in diesem Jahr auch bei einer Dopingkontrolle positiv getestet und für 160 Tage gesperrt worden. Danach war er bei Goiás, Grêmio und dem FC São Paulo. Mit São Paulo gewann er die Copa Libertadores 2005. Anschließend war Michel bei den schwächeren Klubs Brasiliense, Vila Nova, Fortaleza, Avaí und Criciúma. 2009 spielte er noch einmal in der Série A, als er zu Avaí zurückkehrte, die im Jahr davor aufgestiegen waren.